# バッテンバーグケーキ

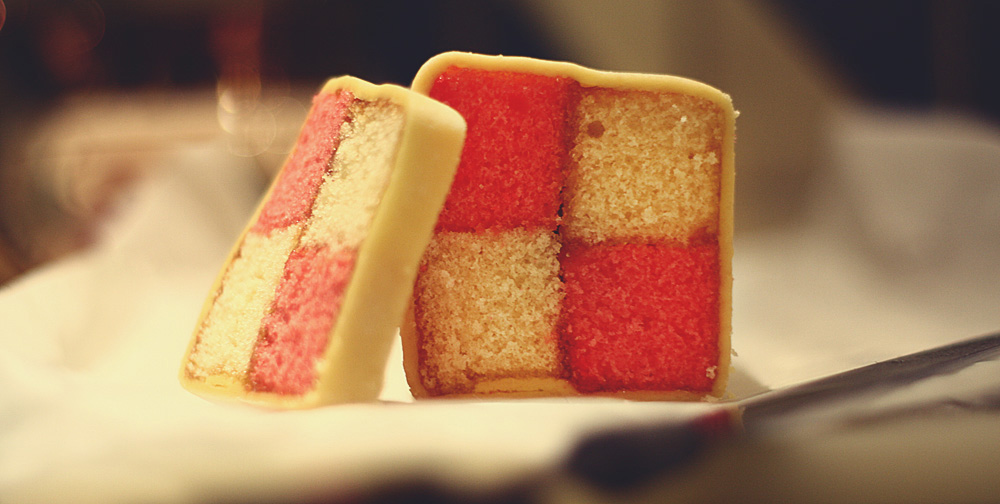
自家製のバッテンバーグ・ケーキ。一般的なピンクとイエローのチェッカー模様が見える。イギリスのスポンジケーキに属し、小麦粉、ジャム、マジパンなどで作られる。

バッテンバーグ（Battenberg）もしくはバッテンブルグ「Battenburg」ケーキとは、ジャムで部分部分がくるまれている軽いスポンジケーキである。ケーキ全体はマジパンで覆われており、切ると断面には交互にピンクとイエローが表われ、2×2の独特なチェック模様を示す（バッテンバーグ・マーキングにもこの名が付けられている）。
このケーキはピンクとイエローのスポンジケーキを個別に焼いて作るもので、その後カッティングし、チェック模様になるようピースを組み合わせる。ケーキはお互いをアプリコットジャムで固着し、マジパンでくるんでいる。

## 起源

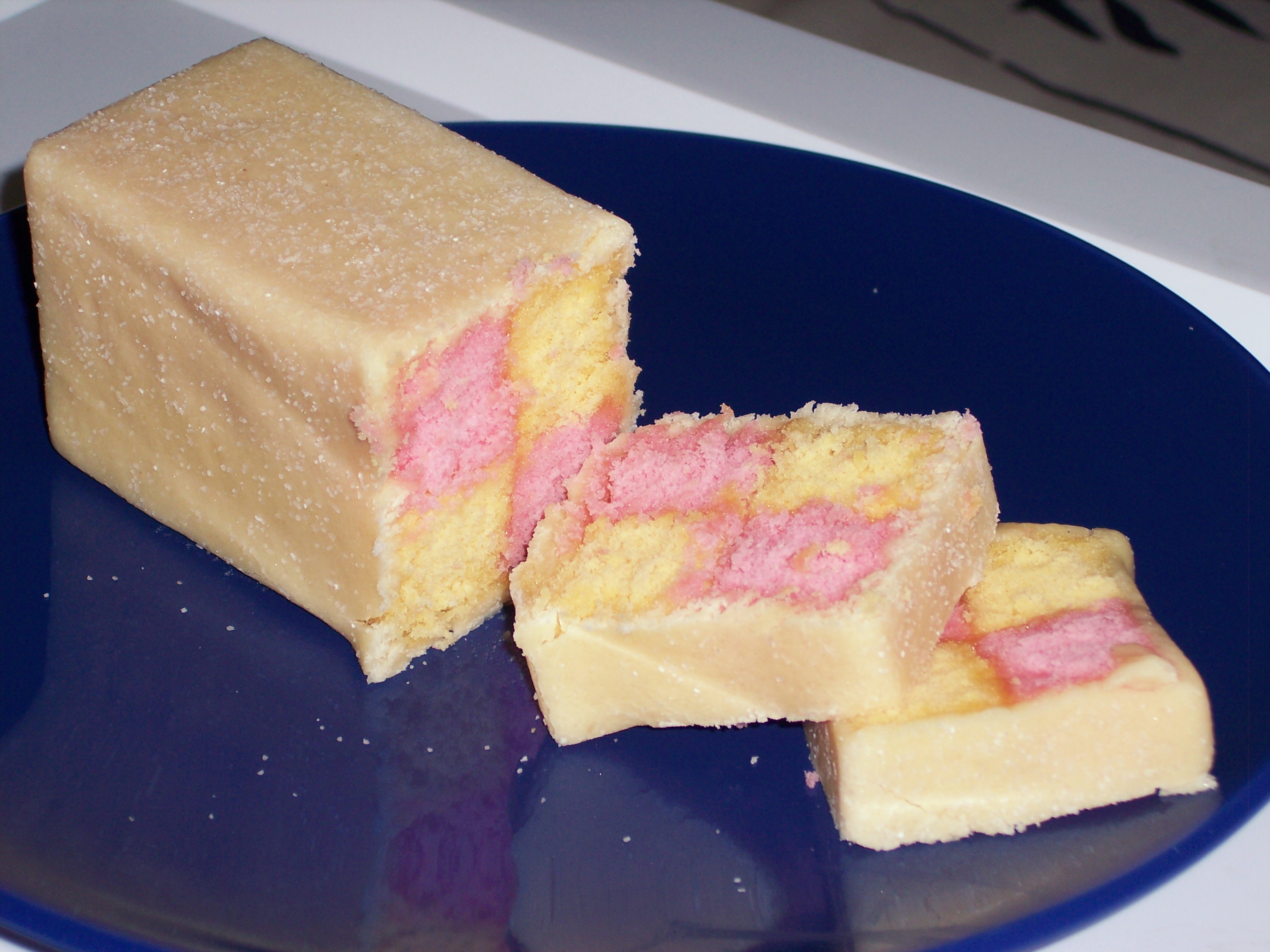
J. Lyons and Co.製のバッテンバーグケーキ。

このケーキはイングランド発祥であるものの、正確な由来は不明確である。初期のレシピでは「ドミノケーキ」（レシピはAgnes Bertha Marshall、1898年）や「ナポリタンロール」（レシピはRobert Wells、1898年）または「チャーチウィンドー・ケーキ」の名前も使われている。
このケーキはヴィクトリア女王の孫娘、ヴィクトリア王女とルイス・アレグザンダー・マウントバッテンとの結婚を記念して1884年に名付けられた。Battenbergの名はドイツ中部のヘッセン州バッテンベルク市から呼ばれている。また、ブリテンではマウントバッテン家として知られる貴族の地位である。
料理の書物である『The Oxford Companion to Food』によればバッテンバーグケーキの名称は1903年に初出がある。しかし、フレデリック・ヴァインの『Saleable Shop Goods for Counter-tray and Window』（London, England: Office of the Baker and Confectioner、1898年）ではバッテンブルグケーキの名が現われている。
イギリスの救急車両の黒と白のチェッカー模様は公式に「バッテンバーグマーキング」と言われている。理由はバッテンバーグケーキのチェッカー模様に似ているためである。

## アメリカでのバリエーション
アメリカ合衆国にはチェッカーボードケーキと呼ばれる類似の菓子が存在する。バッテンバーグケーキのように、これをスライスして広げるとドラフツの盤面に似ている。ドラフツはアメリカでは「チェッカー」と呼ばれ、「チェッカーボード」の上で競技される。典型的なチェッカーボードケーキはバニラとチョコレートのスポンジケーキを交互に置き、とても豊富な量のチョコレートバタークリームでアイシングされている。イギリスのバッテンバーグケーキに似ず、普通はマジパンを使わず、狙い通りの効果を得るために特別なスプリングフォームパン（分解可能な焼き型）を用いる。